# Línea 511 (Pilar)
La línea 511 pertenece al partido del Pilar, siendo operada por Ruta Bus S.A. El servicio cuenta con SUBE.

## Recorridos
- ESCUELA N.º 8 (GOLFERS) – LA LOMITA

Ida
Antártida Argentina – Av. Venancio Castro (Ruta N.º 28) – O’Higgins – Fragata Hércules – Fragata Sarmiento – Fragata La Argentina – Dardo Rocha (Ruta N.º 25) – Maipú – Nazarre – Av. Tomas Márquez – Fermín Gamboa – San Martín – Champagnat – Universidad del Salvador – Champagnat – Las Alondras – De La Visitación – El Mirlo – Córdoba – Escuela N.º 7.
Regreso
Escuela N.º 7 – Córdoba – El Jilguero – Santa María – Colectora – Champagnat – San Martín – El Rincón – 11 de Septiembre – Moreno – Nazarre – Maipú - Dardo Rocha (Ruta N.º 25) – Fragata La Argentina – Fragata Sarmiento – Fragata Hércules – O’Higgins – Av. Venancio Castro (Ruta N.º 28) – Antártida Argentina.
- ESCUELA N.º 8 (GOLFERS) – BARRIO AGUSTONI

Ida
Antártida Argentina – Av. Venancio Castro (Ruta N.º 28) – O’Higgins – Fragata Hércules – Fragata Sarmiento – Fragata La Argentina – Dardo Rocha (Ruta 25) – Maipú – Nazarre – Av. Tomas Márquez – Fermín Gamboa – San Martín – Champagnat – Universidad del Salvador – Las Alondras – Martin Coronado – Escuela N.º 7 – Córdoba – Santo Domingo – Escuela N.º 40 (Bº Agustoni)
Regreso
Escuela N.º 40 (Bº Agustoni) – Nicaragua – Cuba – Paraguay – Colectora – San Martín – El Rincón – 11 de Septiembre – Moreno – Nazarre – Estación Pilar – Maipú - Dardo Rocha (Ruta 25) - Fragata La Argentina – Fragata Sarmiento – Fragata Hércules – O’Higgins – Av. Venancio Castro (Ruta 28) – Antártida Argentina.
- ESTACION PILAR-PILARICA (ESPACIADO)

e – Los Álamos – Daniel Manzoti – Isla Victoria – Rubén Martel – Jukic – Río Hondo – Teniente Jiménez – Río Misisipi
Regreso
Río Misisipi – Teniente Jiménez – Río Hondo – Juckic – Rubén Martel – Isla Victoria – Daniel Manzotti – Los Álamos – Mitre – Autopista – Colectora – Ruta N.º 8 – 11 de Septiembre – Moreno – Nazarre – Estación de Trenes Pilar.
- ESTACION PILAR – FATIMA – MANZANARES

Ida
Estación de Trenes Pilar – Tomas Márquez – Fermín Gamboa – San Martín – Ruta N.º 8 – Autopista – Colectora – Puente Fátima – Colectora -Quirno Costa – Isla Belgrano – Isla Jorge – Isla Navarino – Isla Candelaria – Callejón Rural – Mitre – Rincón de la Patria – Río Rhin – Rubén Martel – Isla Victoria.
Regreso
Daniel Manzotti – Rincón de la Patria – Mitre – Callejón Rural – Isla Candelaria – Isla Jorge – Isla Belgrano – Quirno Costa – Colectora – Puente Fátima – Colectora – Puente Manzanares – Autopista – Colectora – Ruta N.º 8 – 11 de Septiembre – Moreno – Nazarre – Estación Pilar.
- ESTACION PILAR – B° CARABASSA

Ida
Estación Pilar – Av. Tomas Márquez – Ituzaingo – Pedro Lagrave – Terminal – Hipólito Irigoyen – Ituzaingo – Ruta N.º 8 – Baigorria – San Martín – Champagnat – El Hornero – Las Margaritas – Autopista – Ruta N.º 8 – Los Naranjos – Bahía Blanca – F. Leloir – Sor Teresa – Estancias del Pilar.
Regreso
Estancias del Pilar – Sor Teresa – F. Leloir – Picton – F. Leloir – Bahía Blanca – Los Naranjos – Ruta N.º 8 – Autopista – Las Margaritas – El Hornero – Champagnat – San Martín – El Rincón – 11 de Septiembre – Moreno – Nazarre – Estación Pilar.